# 5665 Begemann
Az 5665 Begemann (ideiglenes jelöléssel 1982 BD13) a Naprendszer kisbolygóövében található aszteroida. Schelte J. Bus fedezte fel 1982. január 30-án.